# Campeonato Mundial de Ciclismo em Estrada de 1981
Os campeonatos do mundo de ciclismo em estrada de 1981 disputaram-se a 30 de agosto de 1981 em Praga na Checoslováquia.

## Resultados
| Provas :                                          | Ouro                                                                       | Ouro            | Prata                                                                                | Prata | Bronze                                                                        | Bronze |
| Provas masculinas                                 |                                                                            |                 |                                                                                      |       |                                                                               |        |
| Homens Corrida em linha                           | Freddy Maertens · Bélgica                                                  | 7 h 21 min 59 s | Giuseppe Saronni · Itália                                                            | -     | Bernard Hinault · França                                                      | -      |
| Homens - aficionados - corrida em linha           | Andrei Vedernikov · União Soviética                                        | -               | Rudy Rogiers · Bélgica                                                               | -     | Gilbert Glaus · Suíça                                                         | -      |
| Homens - aficionados - contrarrelógio por equipas | Alemanha Oriental · Falk Boden · Bernd Drogan · Mario Kummer · Olaf Ludwig | -               | União Soviética · Youri Kachirine · Oleg Logvine · Sergueï Kadazki · Anatoli Yarkine | -     | Tchecoslováquia · Milan Jurčou · Michal Klasa · Alipi Kostadinov · Jiří Škoda | -      |
| Prova feminina                                    |                                                                            |                 |                                                                                      |       |                                                                               |        |
| Mulheres - corrida em linha                       | Ute Enzenauer · Alemanha Ocidental                                         | -               | Jeannie Longo · França                                                               | -     | Connie Carpenter · Estados Unidos                                             | -      |

## Quadro das medalhas
| Ordem | País               | Medalha de ouro | Medalha de prata | Medalha de bronze | Total |
| ----- | ------------------ | --------------- | ---------------- | ----------------- | ----- |
| 1     | Bélgica            | 1               | 1                | 0                 | 2     |
| 1     | União Soviética    | 1               | 1                | 0                 | 2     |
| 3     | Alemanha Ocidental | 1               | 0                | 0                 | 1     |
| 3     | Alemanha Oriental  | 1               | 0                | 0                 | 1     |
| 5     | França             | 0               | 1                | 1                 | 2     |
| 6     | Itália             | 0               | 1                | 0                 | 1     |
| 7     | Suíça              | 0               | 0                | 1                 | 1     |
| 7     | Estados Unidos     | 0               | 0                | 1                 | 1     |
| 7     | Tchecoslováquia    | 0               | 0                | 1                 | 1     |
| Total | Total              | 4               | 4                | 4                 | 12    |

## Lista dos corredores profissionais
NB : Classificação das equipas por número de corredores depois por ordem alfabética.
O número máximo de corredores por equipa é 12 corredores + o campeão do mundo em título Bernard Hinault.
O número de corredores à saída era de 112 para 69 classificados (43 abandonaram)
| Equipa da França | Equipa da Bélgica | Equipa da Espanha |
| - Dominique Arnaud (35.º) - Charly Bérard (60.º) - Jean-René Bernaudeau (20.º) - Serge Beucherie (22.º) - Jacques Bossis (41.º) - Gilbert Duclos-Lassalle (4.º) - Jean-Louis Gauthier - Bernard Hinault (3.º) - Maurice Le Guilloux (64.º) - Marc Madiot (24.º) - Jean-François Rodriguez (37.º) - Marcel Tinazzi (32.º) . - Bernard Vallet (68.º) | - Jan Bogaert (39.º) - Claude Criquielion (25.º) - Roger De Vlaeminck - Fons de Wolf (7.º) - Freddy Maertens - René Martens (28.º) - Patrick Pevenage - Guido Van Calster (5.º) - Jean-Luc Vandenbroucke (57.º) - Herman Van Springel - Gery Verlinden - Daniel Willems | - Bernardo Alfonsel (54.º) - Ángel Arroyo - Alberto Fernández Blanco - Juan Fernández Martín (55.º) - Eulalio García Pereda - Rafael Ladrón de Guevara</s - Miguel María Lasa - Ismael Lejarreta (16.º) - Marino Lejarreta (15.º) - Enrique Martínez Heredia - Faustino Rupérez (58.º) - Jesús Suárez Cueva (53.º) |
| Equipa de Itália | Equipa dos Países Baixos | Equipa da Suíça |
| - Marinho Amadori - Gianbattista Baronchelli (27.º) - Giovanni Battaglin (26.º) - Silvano Contini (17.º) - Pierino Gavazzi (10.º) - Luciano Loro (59.º) - Palmiro Masciarelli (30.º) - Francesco Moser (6.º) - Wladimiro Panizza (29.º) - Giuseppe Saronni (2.º) - Claudio Torelli (36.º) - Alfio Vandi                                            | - Theo de Rooij (18.º) - Jacques Hanegraaf - Gerrie Knetemann - Hennie Kuiper (69.º) - Henk Lubberding - Jan Raas - Aad van den Hoek - Adrie van der Poel - Johan van der Velde (11.º) - Ad Wijnands - Peter Winnen (40.º) - Joop Zoetemelk (21.º)                      | - Beat Breu - Serge Demierre (13.º) - Guido Frei (52.º) - Daniel Gisiger (51.º) - Jean Marie Grezet (49.º) - Fridolin Keller (38.º) - Erwin Lienhard (19.º) - Patrick Moerlen - Stefan Mutter (8.º) - Gottfried Schmutz (56.º) - Josef Wehrli - Bruno Wolfer (9.º)                                                 |
| Equipa da Alemanha Federal : | Equipa da Noruega | Equipa do Reino Unido |
| - Uwe Bolten (45.º) - Gregor Braun (31.º) - Rolf Haller - Hans Hindelang - Hans-Peter Jakst - Peter Kehl (67.º) - Hans Neumayer - Klaus-Peter Thaler (12.º) - Dietrich Thurau (62.º) - Rudi Weber | - Geir Digerud - Knut Knudsen (65.º) - Dag Selander - Jostein Wilmann (34.º) | - Dudley Hayton - Graham Jones - Robert Millar (14.º) - Paul Sherwen |
| Equipa dos EUA | Equipa da Austrália | Equipa da Dinamarca |
| - Jonathan Boyer (48.º) - John Eustice - Greg LeMond (47.º) - George Mount (46.º) | - Wayne Hildred (50.º) - John Trevorrow - Gary Wiggins | - Per Bausager (43.º) - Jørgen Marcussen - Freddy Reimer |
| Equipa da Suécia | Equipa da Áustria : | Equipa da Irlanda |
| - Sven-Åke Nilsson (23.º) - Tommy Prim (33.º) - Alf Segersäll (44.º) | - Erich Jagsch - Gerhard Schonbacher | - Seán Kelly (42.º) - Stephen Roche (61.º) |
| Equipa do Luxemburgo | Equipa do Canadá | Equipa da Nova Zelândia |
| - Lucien Didier (63.º) - Eugène Urbany (66.º) | - Richard Meehan | - John Patrick Mullan |